# Hendry Córdova
Hendry Alexander Córdova Martínez (San Pedro Sula, Cortés, Honduras; 11 de enero de 1984) es un futbolista hondureño. Juega como mediocampista.

## Trayectoria
Debutó con Platense el 26 de agosto de 2007 en el empate 0-0 ante el Olimpia, en cumplimiento de la tercera fecha del Torneo Apertura 2007. Tuvo un efímero paso por la disciplina del Beijing Guoan de la Superliga China, pero debido a una lesión no jugó. El 23 de mayo de 2012 es confirmado como el primer fichaje de Olimpia para encarar el Torneo Apertura y la Concacaf Liga Campeones. 
En diciembre de 2013 es cedido en calidad de préstamo al Vida. Para el Torneo Apertura 2014 regresa al Platense, con el cual alcanza la instancia de liguilla donde fueron eliminados por Motagua. El 3 de enero de 2016 se confirma su llegada al Marathón.

## Selección nacional
Ha sido internacional con la Selección de fútbol de Honduras en una ocasión. Su debut se produjo el 11 de abril de 2012 en el empate 1-1 contra la Selección de Costa Rica en San José.

## Clubes
| Club          | País     | Año         |
| ------------- | -------- | ----------- |
| Platense      | Honduras | 2007 - 2008 |
| Beijing Guoan | China    | 2009        |
| Platense      | Honduras | 2009 - 2012 |
| Olimpia       | Honduras | 2012 - 2013 |
| Vida          | Honduras | 2014        |
| Platense      | Honduras | 2014 - 2015 |
| Marathón      | Honduras | 2016        |

## Palmarés

### Campeonatos nacionales
| Título                    | Club    | País     | Año  |
| ------------------------- | ------- | -------- | ---- |
| Liga Nacional de Honduras | Olimpia | Honduras | 2012 |
| Liga Nacional de Honduras | Olimpia | Honduras | 2013 |